# مريم عبد الغني هاشم
مريم عبد الغني هاشم هي ناشطة نسوية فلسطينية، ومؤسسة مشروع جمع القرش للعمل الوطني سنة 1921. مواليد نابلس. أمية لا تجيد القراءة ولا الكتابة على الرغم من ذلك استطاعت أن تصقل شخصيتها بمجالسة أقرابها من أمثال الشيخ منيب مفتي نابلس، والشيخ هاشم أحد علماء المدينة. توفيت عام 1948.

## حياتها العملية
تأثرت مريم بمحنة الكثير من المواطنين على أثر أحداث العام 1921، فبادرت إلى رفيقاتها اللواتي كن يجتمعن في بيتها أو في بيت زميلتها عندليب العمد إلى مشروع جمع القرش لدعم الأسر المتضررة نتيجة الإنتفاضة في وجه الاحتلال البريطاني، كانت رائدة الحركة النسائية في نابلس ومنها خرجت بفكرتها الأولى للعمل ضمن مجموعة تعمل في الخفاء حتى عام 1936، وفي عام 1945 تم تسجيل هذه المجموعة النسوية بإسم جمعية الاتحاد النسائي العربي بنابلس، وتم انتخابها رئيسة للجمعية. بعد وفاة مريم تم إنشاء مستشفى الاتحاد النسائي بنابلس تقديراً لجهودها.